# تصفيات بطولة آسيا لكرة الصالات 2012
تصفيات بطولة آسيا لكرة الصالات 2012 سوف تقام في أواخر 2011 وأوائل 2012 لتحديد 12 بطاقة إلى المسابقة النهائية في الإمارات العربية المتحدة. ويتأهل ثلاثة فرق من كل مجموعة لبطولة آسيا لكرة الصالات 2012، والدولة المضيفة لمسابقة 2012، تحصل على دخول تلقائي للنهائيات.

## النظام
أعلن الاتحاد الآسيوي لكرة القدم أنه سيتم سحب القرعة بالاعتماد على نتائج الفرق في النسحة الماضية من البطولة عام 2010 في أوزبكستان. وقد تأهلت إيران حاملة اللقب وأوزبكستان الثانية واليابان الثالثة مباشرة إلى النهائيات، إلى جانب الإمارات المضيفة. وسيتأهل ثلاثة منتخبات من تصفيات كل منطقة إلى النهائيات. سيتم تقسيم المنتخبات المشاركة إلى مجموعات.

## المناطق

### أسيان
- أستراليا
- تايلاند
- إندونيسيا
- فيتنام
- ماليزيا
- الفلبين
- ميانمار
- كمبوديا

### وسط وجنوب آسيا
- قرغيزستان
- طاجيكستان
- تركمانستان
- المالديف

### غرب آسيا
سوف تلعب المباريات في الكويت في الفترة ما بين 9 ديسمبر إلى 16 ديسمبر 2011.
| الفريق   | نقاط | فرق | عليه | له | خ | ت | ف | لعب |
| -------- | ---- | --- | ---- | -- | - | - | - | --- |
| السعودية | 3    | 13+ | 4    | 17 | 1 | 0 | 1 | 2   |
| قطر      | 3    | 4+  | 2    | 6  | 0 | 0 | 1 | 1   |
| الكويت   | 3    | 2+  | 1    | 3  | 0 | 0 | 1 | 1   |
| فلسطين   | 0    | 15− | 16   | 1  | 1 | 0 | 0 | 1   |
| سوريا    | 0    | 4−  | 6    | 2  | 1 | 0 | 0 | 1   |

| قطر | 2 – 6 | سوريا |
| --- | ----- | ----- |
|     |       |       |

| الكويت | 1 – 3 | السعودية |
| ------ | ----- | -------- |
|        |       |          |

| السعودية | 1 – 16 | فلسطين |
| -------- | ------ | ------ |
|          |        |        |

| سوريا | ضد | الكويت |
| ----- | -- | ------ |
|       |    |        |

### شرق آسيا
- الصين
- كوريا الجنوبية
- تايبيه الصينية
- هونغ كونغ
- ماكاو
- منغوليا

## الفرق المتأهلة
- الإمارات العربية المتحدة
- إيران
- أوزبكستان
- اليابان

## وصلات خارجية
- الموقع الرسمي